# Chiesa di San Biagio (Casaleone)
La chiesa di San Biagio è la parrocchiale di Casaleone, in provincia e diocesi di Verona; fa parte del vicariato di Bovolone-Cerea.

## Storia
La prima citazione della ecclesia Casalavuni risale al 1145 ed è contenuta in un atto di papa Eugenio III, la bolla Piae postulatio voluntatis; la pieve risultava retta da un arciprete nel 1480 e, nel XVII secolo, venne ricostruita in stile barocco.
Nel 1879 iniziarono i lavori di costruzione della nuova parrocchiale, disegnata da Angelo Gottardi; l'edificio, che andò ad inglobare l'antica chiesa, fu portato a compimento nel 1885.
Tra il 1965 e il 1975, in ossequio alle norme postconciliari, si provvide a rimuovere le balaustre che delimitavano il presbiterio e a realizzare il nuovo altare rivolto verso l'assemblea; nel 2006 il tetto della chiesa venne risistemato su progetto dell'architetto Walter Ambrosi.

## Descrizione

### Esterno
La facciata a capanna della chiesa, rivolta a sudest e scandita da quattro paraste coronate da altrettanti pinnacoli, presenta al centro il portale d'ingresso lunettato, una serie di loggette, il rosone e due piccole finestrelle, mentre lateralmente vi sono due grandi finestre e due croci.
Annessa alla parrocchiale è l'antica chiesa seicentesca, la cui facciata, che si aggetta sul lato orientale, è tripartita da lesene e caratterizzata da una statua.
Il campanile a base quadrata sorge dietro la vecchia chiesetta; la cella presenta su ogni lato una monofora, protetta dalla balaustra, ed è coronata dalla cupola a cipolla poggiante sul tamburo a pianta ottagonale.

### Interno
L'interno dell'edificio si compone di un'unica navata, sulla quale si aprono le sei cappelle laterali, ospitanti gli altari minori di Santa Teresa, della Madonna del Rosario, di San Giuseppe, di Sant'Antonio da Padova, di San Biagio e della Crocefissione, e le cui pareti sono scandite da lesene sorreggenti le costolonature che caratterizzano la volta a botte; al termine dell'aula si sviluppa il presbiterio, rialzato di tre gradini, coperto da volta a crociera e chiuso dall'abside semicircolare.